# Hiatoniscus griseus
Hiatoniscus griseus là một loài chân đều trong họ Oniscidae. Loài này được Barnard miêu tả khoa học năm 1932.